# Provincia di Santa Cruz (Argentina)
Santa Cruz è una provincia dell'Argentina meridionale.

## Geografia fisica

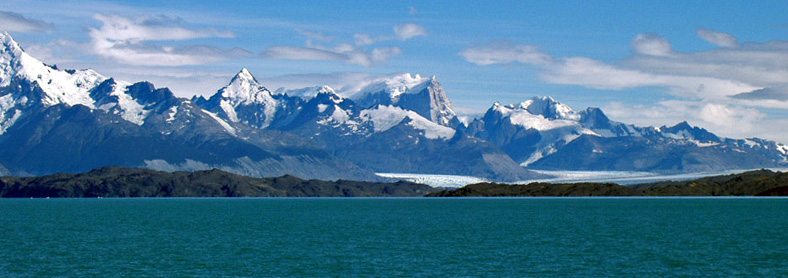
Veduta della cordigliera delle Ande nel Parco nazionale Los Glaciares.

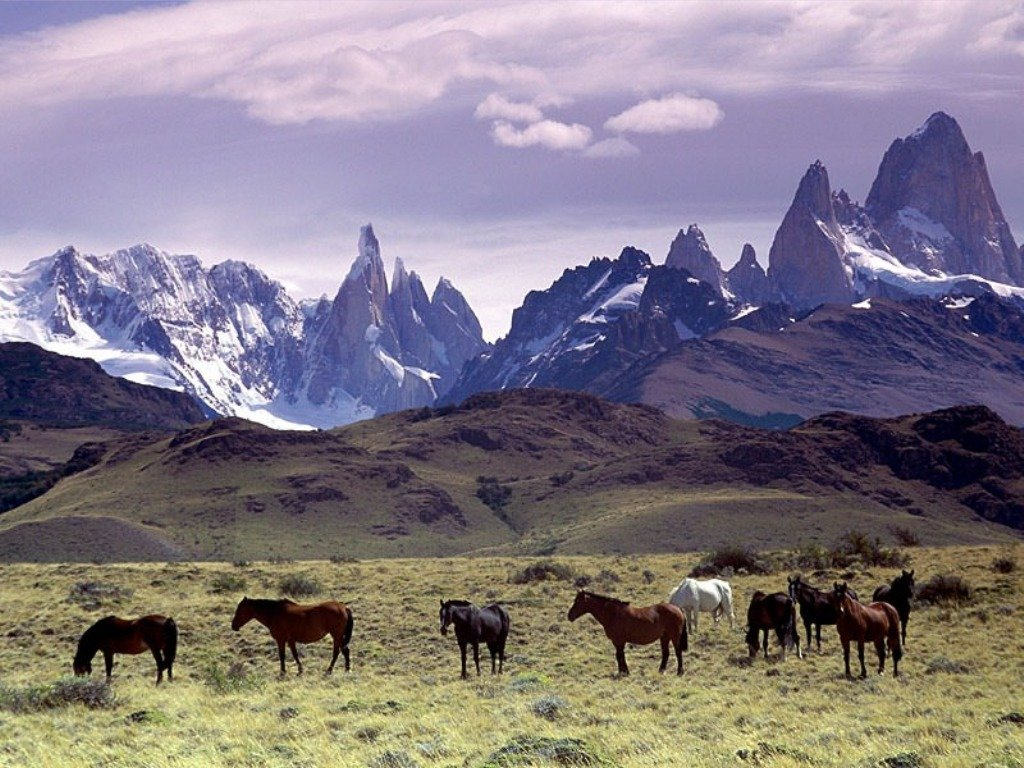
Il massiccio del Fitz Roy / Chaltén (dx) con il Cerro Torre al centro.

Confina a nord con la provincia del Chubut, con la quale condivide il golfo San Jorge, a est con il Mare Argentino (mare epicontinentale nell'Oceano Atlantico), a sud e ad ovest con il Cile. Sia la parte montuosa delle Ande ai confini con il Cile, sia i vastissimi altipiani della Patagonia, sia la zona costiera sono scarsissimamente popolati: meno di 300 000 abitanti in un territorio di quasi 250 000 km2. Questa provincia argentina si caratterizza a livello mondiale per la sua bellezza.
Nel sudovest della provincia vi sono giganteschi ghiacciai e grandi laghi di origine glaciale, come quelli che si trovano nel Parco nazionale Los Glaciares (Parco nazionale i Ghiacciai), che per la sua bellezza e per la sua singolarità è stato classificato Patrimonio dell'umanità dall'UNESCO.
Altra attrattiva molto interessante si trova nel centro della meseta esteparia, quasi deserta, chiamata ufficialmente in spagnolo Parque Nacional Bosques Petrificados de Jaramillo (Parco Nazionale Boschi Petrificati di Jaramillo). La capitale, Río Gallegos, posta all'estremo sud della provincia, conta circa 90 000 abitanti, concentrando in pratica metà dell'intera popolazione di tutta Santa Cruz.

## Economia
L'economia primaria di questa provincia è data dall'allevamento di ovini e dalla produzione agricola di ciliegie (specialmente nella zona di Los Antiguos), ma è anche importante la pesca nel Mare Argentino.

## Geografia antropica

### Suddivisioni amministrative

#### Dipartimenti
La provincia è divisa in 7 dipartimenti:
1. Corpen Aike (Puerto Santa Cruz)
2. Deseado (Puerto Deseado)
3. Güer Aike (Río Gallegos)
4. Lago Argentino (El Calafate)
5. Lago Buenos Aires (Perito Moreno)
6. Magallanes (Puerto San Julián)
7. Río Chico (Gobernador Gregores)

#### Comuni
La Provincia di Santa Cruz affida l'amministrazione degli interessi della popolazione a enti locali, che si suddividono in comuni (municipios in spagnolo) e comisiones de fomento. Attualmente la provincia è composta di 14 comuni e 6 commissioni.
| Comune                       | Tipologia           | Dipartimento      | Popolazione (2001) |
| ---------------------------- | ------------------- | ----------------- | ------------------ |
| Caleta Olivia                | Comune              | Deseado           | 36.077             |
| Cañadón Seco                 | Comisión de Fomento | Deseado           | 541                |
| Comandante Luis Piedra Buena | Comune              | Corpen Aike       | 4.176              |
| El Calafate                  | Comune              | Lago Argentino    | 6.410              |
| El Chaltén                   | Comisión de Fomento | Lago Argentino    | 324                |
| Gobernador Gregores          | Comune              | Río Chico         | 2.519              |
| Hipólito Yrigoyen            | Comisión de Fomento | Río Chico         | 171                |
| Jaramillo                    | Comisión de Fomento | Deseado           | 456                |
| Koluel Kayke                 | Comisión de Fomento | Deseado           | 146                |
| Las Heras                    | Comune              | Deseado           | 9.303              |
| Los Antiguos                 | Comune              | Lago Buenos Aires | 2.047              |
| Perito Moreno                | Comune              | Lago Buenos Aires | 3.588              |
| Pico Truncado                | Comune              | Deseado           | 14.985             |
| Puerto Deseado               | Comune              | Deseado           | 10.237             |
| Puerto San Julián            | Comune              | Magallanes        | 6.143              |
| Puerto Santa Cruz            | Comune              | Corpen Aike       | 3.397              |
| Río Gallegos                 | Comune              | Güer Aike         | 79.144             |
| Tres Lagos                   | Comisión de Fomento | Río Chico         | 186                |
| Río Turbio                   | Comune              | Güer Aike         | 6.650              |
| Veintiocho de Noviembre      | Comune              | Güer Aike         | 4.686              |